# Tityus marechali
Espèce
Tityus marechali est une espèce de scorpions de la famille des Buthidae.

## Distribution
Cette espèce est endémique de Martinique. Elle se rencontre vers Les Anses-d'Arlet.

## Description
La femelle holotype mesure 62,4 mm et le mâle paratype 53,6 mm.

## Étymologie
Cette espèce est nommée en l'honneur de Patrick Maréchal.

## Publication originale
- Lourenço, 2013 : « A new species of Tityus C. L. Koch, 1836 (Scorpiones: Buthidae) from the island of Martinique, Lesser Antilles. » Arthropoda Selecta, vol. 22, no 3, p. 227-231 (texte intégral).